# Saison 2008-2009 du Paris Saint-Germain
Maillots
Chronologie
Saison précédente Saison suivante
La saison 2008-2009 du Paris Saint-Germain est la 35e saison consécutive du club de la capitale en première division. L'équipe est entraînée depuis 2007 par Paul Le Guen. Le PSG finit sixième du championnat, demi-finaliste de la coupe de la Ligue et atteint les quarts de finale de la Coupe UEFA.

## Avant-saison
| Nom                | Nationalité   | Transfert                                       | Provenance/Destination | Division           |
| ------------------ | ------------- | ----------------------------------------------- | ---------------------- | ------------------ |
| Arrivées           |               |                                                 |                        |                    |
| Guillaume Hoarau   | France        | Transfert (500 000 €)                           | Le Havre AC            | Ligue 2            |
| Stéphane Sessègnon | Bénin         | Transfert (8,5 millions d'euros)                | Le Mans UC             | Ligue 1            |
| Ludovic Giuly      | France        | Transfert (2,5 millions d'euros)                | AS Rome                | Serie A            |
| Claude Makelele    | France        | Fin de contrat                                  | Chelsea FC             | Premier League     |
| Mateja Kežman      | Serbie        | Prêt avec option d'achat (3,7 millions d'euros) | Fenerbahçe             | Süper Lig          |
| Jean-Eudes Maurice | France        | Premier contrat professionnel                   | Paris Saint-Germain B  | CFA                |
| Youssouf Mulumbu   | RD Congo      | Fin de prêt                                     | Amiens SC              | Ligue 2            |
| Cristian Rodríguez | Uruguay       | Fin de prêt                                     | Benfica Lisbonne       | SuperLiga          |
| Sammy Traoré       | Mali          | Fin de prêt                                     | AJ Auxerre             | Ligue 1            |
| Fabrice Pancrate   | France        | Fin de prêt                                     | FC Sochaux-Montbéliard | Ligue 1            |
| Départs            |               |                                                 |                        |                    |
| Cristian Rodríguez | Uruguay       | Transfert (7 millions d'euros)                  | FC Porto               | SuperLiga          |
| Amara Diané        | Côte d'Ivoire | Transfert (8 millions d'euros)                  | Al-Rayyan SC           | Qatar Stars League |
| Didier Digard      | France        | Transfert (5 millions d'euros)                  | Middlesbrough FC       | Premier League     |
| David N'Gog        | France        | Transfert (1,5 million d'euros)                 | Liverpool FC           | Premier League     |
| Mario Yepes        | Colombie      | Fin de contrat                                  | Chievo Vérone          | Serie A            |
| Jérôme Alonzo      | France        | Fin de contrat                                  | FC Nantes              | Ligue 1            |
| Bernard Mendy      | France        | Fin de contrat                                  | Hull City AFC          | Premier League     |
| Pauleta            | Portugal      | Fin de contrat                                  | Retraite               |                    |
| Willamis Souza     | Brésil        | Prêt avec option d'achat                        | Grêmio                 | Brasileirão        |
| Éverton Santos     | Brésil        | Prêt                                            | Fluminense             | Brasileirão        |

| Nom                | Nationalité | Transfert                | Provenance/Destination | Division       |
| ------------------ | ----------- | ------------------------ | ---------------------- | -------------- |
| Départs            |             |                          |                        |                |
| Younousse Sankharé | France      | Prêt                     | Stade de Reims         | Ligue 2        |
| Youssouf Mulumbu   | RD Congo    | Prêt avec option d'achat | West Bromwich Albion   | Premier League |

## Récit de la saison sportive

### Matchs officiels de la saison
Le tableau ci-dessous retrace dans l'ordre chronologique les 57 rencontres officielles jouées par le Paris Saint-Germain durant la saison. Le club parisien a participé aux 38 journées du championnat ainsi qu'à trois tours de Coupe de France, quatre rencontres en Coupe de la Ligue et douze matchs sur le plan européen, via la Ligue Europa. Les buteurs sont accompagnés d'une indication entre parenthèses sur la minute de jeu où est marqué le but et, pour certaines réalisations, sur sa nature (penalty ou contre son camp).
Le bilan général de la saison est de 29 victoires, 12 matchs nuls et 16 défaites.

## Joueurs et encadrement technique

### Statistiques collectives
| Compétition       | Débute au tour | Termine       | Matches joués | Gagnés | Nuls | Perdus | Buts pour | Buts contre | Différence |
| ----------------- | -------------- | ------------- | ------------- | ------ | ---- | ------ | --------- | ----------- | ---------- |
| Ligue 1           | -              | 6e            | 38            | 19     | 7    | 12     | 49        | 38          | +11        |
| Coupe de France   | 1/32 de finale | 1/8 de finale | 3             | 2      | 0    | 1      | 5         | 3           | +2         |
| Coupe de la Ligue | 1/16 de finale | Demi-finale   | 4             | 3      | 0    | 1      | 5         | 3           | +2         |
| Coupe UEFA        | Barrages       | 1/4 de finale | 12            | 5      | 4    | 2      | 15        | 10          | +5         |
| Total             | -              | -             | 57            | 29     | 11   | 16     | 74        | 54          | +20        |